# Nobukatsu Fujioka
Nobukatsu Fujioka (藤岡 信勝) est un historien japonais né le 21 octobre 1943 à Iwamizawa. Il est connu pour ses thèses négationnistes concernant le massacre de Nankin, notamment au travers de l'édition de manuels scolaires soutenant cette thèse.